# 寶騰
寶騰控股有限公司（英語：PROTON Holdings Berhad, PHB，简称即寶騰，旧称普腾、普路通）是馬來西亞的首家國產汽車品牌，於1983年由時任首相馬哈地·穆罕默德主導成立，在1985年推出了品牌的首款車型Saga。在該國乘用車市場的市佔率，僅低於另一家國產車廠Perodua居次位。
寶騰在成立時是由馬來西亞重工業社（Heavy Industries Corporation of Malaysia，Hicom）和日本三菱集團旗下三菱汽車及三菱商事組成的合資公司，當時馬來西亞重工業社持股70%，兩家日本企業則各占15%。營運模式採三菱方提供生產技術與核心零件，寶騰則負責组裝量產。其後三菱集團的兩家公司分別於2004年及2005年售出所有的股權，寶騰轉為一家獨立經營的車企直至2017年吉利入股。
2017年6月23日，中國吉利控股集團與寶騰的母公司馬來西亞DRB-HICOM集團簽署協議，吉利集團會收購寶騰49.9%的股份及豪華跑車品牌蓮花（Lotus）51%的股份，实际投資金额則未公開。另外吉利也会向寶騰输出车型和技术，並授權寶騰使用集團的汽車平台。

## 名稱
Proton是「國產汽車工業」的縮寫，公司設立後在新馬地區譯名為「普騰」，於其它漢語地區譯名為「寶騰」，2017年中國吉利汽車入股後，已正式將漢語譯名統一為「寶騰」。

## 历史
1983年5月7日，由馬來西亞重工業社（Heavy Industries Corporation of Malaysia，HICOM）出資70%股份，三菱自動車工業、三菱商事兩家日本公司各出資15%，共同投資創立宝腾公司。
1985年7月9日，開始生產以第二代三菱Lancer Fiore為基礎的創業處女作「寶騰Saga」。1992年，「Proton Saga」改良版「Proton Saga Iswara」發表。
1993年，第二號車種「Proton Wira/Persona」（原型車為第四代三菱Lancer及Mirage）正式發表。1994年，「Proton Wira/Persona」系列三門掀背車「Proton Satria」（原型車為第四代三菱Mirage Colt）正式發表。
1995年，第三號車種「Proton Perdana」（原型車為第五代三菱Eterna及第七代三菱Galant）正式發表，也是寶騰首款中型房車。同時推出「Proton Wira/Persona」系列的雙門轎跑車「Proton Putra」（原型車為第四代三菱Mirage Asti）。
1996年，寶騰收購了英國著名跑車製造商蓮花汽車，成為旗下子公司。同年第四號車種「Proton Tiara」（原型車為雪鐵龍AX）正式發表，也是寶騰首款迷你車。1998年，「Perdana V6」及「Satria GTi」發售。
1997年，时任马来西亚首相馬哈地·穆罕默德宣布宝腾自創始以來的累計產量已达100万台，並指出会继续向东、西方寻求技术支援，从中来学习如何发展汽车生产工业。100万的产量象征着宝腾正在向世界顶级汽车制造商看齐，并且能够满足国内外市场的需求。
2000年，第五號車種「Proton Waja」（原型車為三菱Carisma）正式發表。2001年，推出以「三菱Town Box」車種為基礎的首款輕型商用車「Proton Juara」。2002年，推出以「Proton Wira/Persona」車種為基礎的首款轎式貨卡車「Proton Arena/Jumbuck」。
2017年6月中国吉利控股集團收购了跑车品牌莲花（Lotus）51%的股份，蓮花轉手成為吉利的子公司。
2018年12月12日，宝腾正式发表旗下首款SUV宝腾X70，此為寶騰首次自吉利引進的車型。2019年，宝腾发表引进GKUI技术的小改款宝腾Iriz和宝腾Persona。

## 參见
- 马来西亚汽车工业

### 相关品牌
- 第二国产车

## 外部連結
- 寶騰控股有限公司 （页面存档备份，存于）
- 蓮花汽車公司 （页面存档备份，存于）
- 台灣寶騰蓮花汽車公司 （页面存档备份，存于）
- 蓮花汽車-浙江青年乘用车集团